# Масерија Гранде (Лече)
Масерија Гранде (итал. Masseria Grande) је насеље у Италији у округу Лече, региону Апулија.
Према процени из 2011. у насељу је живело 89 становника. Насеље се налази на надморској висини од 23 м.